# Van Buren (Missouri)
Van Buren è un comune degli Stati Uniti d'America, situato nello Stato del Missouri, nella contea di Carter, della quale è il capoluogo.